# Hans von Sponeck
Hans Emil Otto Graf von Sponeck (Düsseldorf, 12 febbraio 1888 – Germersheim, 23 luglio 1944) è stato un generale tedesco, imprigionato dal Reich per disobbedienza agli ordini e successivamente giustiziato.

## Biografia

### I primi anni
Appartenente ad una famiglia nobile tedesca di rango comitale, Sponeck nacque nel 1888 a Düsseldorf. Ricevette un'educazione militare e divenne ufficiale nel 1908. Si sposò nel 1910 e da questo matrimonio ebbe tre figli. Prestò servizio nella prima guerra mondiale come aiutante di battaglione.
Tra il 1924 ed il 1934, prestò servizio come colonnello e comandante di fanteria a Neustrelitz. Nel 1925, Sponeck venne ammesso nel Baliaggio di Brandeburgo dell'Ordine di San Giovanni di Gerusalemme.
Sponeck comandò il 48º reggimento di fanteria d'istanza a Döberitz sino alla fine del 1937 quando venne trasferito alla Luftwaffe per la preparazione dei pará. Nel corso dello scandalo Fritsch-Blomberg, Sponeck venne richiamato in servizio per guidare delle truppe di supporto al comandante in capo Werner von Fritsch se fosse stato necessario.
Nel corso del processo al generale von Fritsch, Sponeck venne chiamato come testimone ma venne ben presto messo a tacere da Göring che era in carica come presidente del tribunale. Successivamente, Sponeck divenne comandante della 22ª divisione di fanteria per la formazione della fanteria aerea (Fallschirmjäger).

### La seconda guerra mondiale
Il 1 febbraio 1940, Sponeck venne promosso tenente generale. Il 10 maggio di quello stesso anno gli aviatori tedeschi iniziarono ad attaccare i Paesi Bassi, guidati dallo stesso Sponeck e dal generale Kurt Student. Sponeck guidò le sue truppe nella fallimentare battaglia dell'Aia e venne quasi catturato dai nemici, riuscendo a salvarsi solo grazie al bombardamento di Rotterdam del 14 maggio 1940 che portò in breve tempo alla capitolazione degli olandesi. Venne ferito ed al suo ritorno in Germania ottenne la croce tedesca in oro direttamente dalle mani di Adolf Hitler.

#### L'invasione dell'Unione Sovietica
Al tramonto del 22 giugno 1941, venne ufficialmente lanciata l'Operazione Barbarossa che diede inizio all'invasione dell'Unione Sovietica da parte dei tedeschi. Sponeck comandò la 22ª divisione di fanteria come parte dell'11º corpo d'armata nell'area sud, attaccando in direzione della Crimea. Due giorni dopo l'invasione, il 20 giugno 1941, il personale generale di Sponeck diede l'ordine alla divisione di separare i prigionieri ebrei dagli altri russi. Con l'inizio dell'invasione, la divisione di Sponeck operò dalla frontiera rumena sino alla Bessarabia, e quindi verso il sud dell'Ucraina. In preparazione per l'invasione della Crimea, la divisione di Sponeck ottenne l'ordine in settembre di attaccare l'area a nord del Mar d'Azov con le città di Heničes'k, Melitopol' e Berdjans'k.
Il 7 ottobre 1941 Sponeck ordinò alla sua divisione di lavorare a stretto contatto con le SS e con la Sicherheitsdienst (SD) per identificare i cittadini ebrei. Vi furono fucilazioni di massa ad opera dell'Einsatzgruppe D sia a Heničes'k che a Melitopol' poco dopo che queste città vennero occupate nell'ottobre del 1941 dalla 22ª divisione di fanteria. Nella sola Melitopol' 2000 ebrei tra uomini, donne e bambini vennero massacrati. Nella successiva prigionia inglese presso Trent Park, uno degli ufficiali della squadra del generale von Sponeck, il colonnello (poi generale) Dietrich von Choltitz, ammise in franchezza in una conversazione registrata di nascosto di aver avuto parte attiva nell'operazione di uccisione degli ebrei nel corso dell'invasione tedesca dell'Unione Sovietica.
Per problemi di sciatica e intestinali, il generale von Sponeck dovette lasciare per malattia la sua divisione il 14 ottobre 1941. Al ritorno di Sponeck in servizio attivo il 3 dicembre Manstein gli concesse il comando del XLII corpo d'armata (col comando anche della 46ª divisione di fanteria), che aveva conquistato la Penisola di Kerč' all'estremità orientale della Crimea. A Feodosia, nell'area del comando affidata a Sponeck, 1052 ebrei vennero uccisi il 10 dicembre 1941 dalle unità dell'Einsatzgruppe D in attiva cooperazione con la polizia militare. Il 10 dicembre 1941 il generale von Sponeck ordinò che tutti gli ebrei ritrovati nell'area del suo comando dovessero essere trattati come "partigiani", marchiati con la stella di David, ed "assegnati ai lavori forzati". Egli ordinò inoltre che ogni singolo soldato dell'Armata Rossa catturato, anche se in uniforme, dovesse essere immediatamente passato per le armi come rappresaglia contro l'intensa attività di sabotaggio antitedesco della popolazione locale.
Il 26 dicembre 1941, le forze sovietiche giunsero a Kerč', ed il 30 dicembre eseguirono un ulteriore sbarco presso Feodosia con due armate. L'operazione era guidata da Sebastopoli ed inviata per salvare le truppe locali, ormai accerchiate dall'11º corpo d'armata tedesco. La 46ª divisione era l'unica divisione in grado di bloccare l'avanzata sovietica. Manstein credeva di poter contenere lo sbarco, ma i sovietici consolidarono le loro teste di ponte e sconfissero le brigate rumene in attacco. Sponeck, come comandante dell'XLII corpo d'armata, scelse quindi di ritirare la propria divisione da Kerč' verso il Parpač evitando così di essere catturato ed accerchiato dalle forze sovietiche che avanzavano sia da est (Kerč') che da ovest (Feodosia) della penisola.

### Processo, carcere ed esecuzione

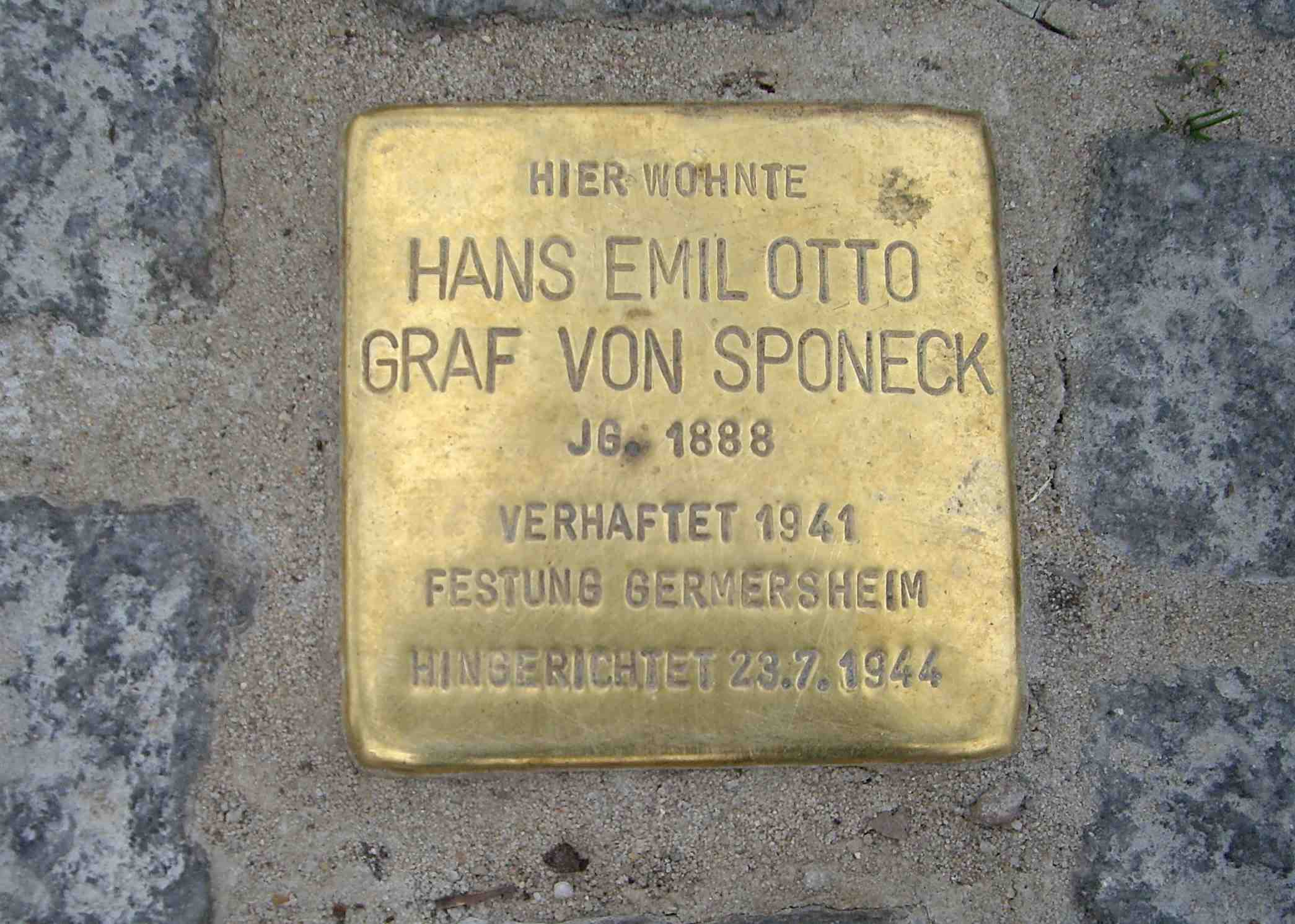
Pietre d'inciampo a Brema col nome di Sponeck, rimossa nel 2015 per il ruolo da lui avuto nell'olocausto ed in altre atrocità.

Il 23 gennaio 1942, Sponeck venne processato di fronte alla corte suprema dell'esercito tedesco presieduta da Hermann Göring dove venne accusato di aver agito contro gli ordini impartitigli, di propria iniziativa, per quando l'avesse fatto per evitare la distruzione della sua divisione. Venne riconosciuto colpevole di disobbedienza ad un ufficiale superiore e venne condannato alla pena di morte. Adolf Hitler (su proposta di Manstein) commutò la sentenza in sette anni di carcere. Sponeck sarebbe dovuto servire d'esempio a quanti avessero osato disobbedire a Hitler. Sponeck venne quindi imprigionato nella fortezza di Germersheim.
Dopo il fallito attentato a Hitler del 20 luglio 1944, Josef Bürckel, Gauleiter di Gau Westmark dove si trovava la città di Germersheim, fece pressione su Heinrich Himmler, che era il responsabile della sicurezza del Reich, perché Sponeck fosse giustiziato come deterrente per coloro che avevano tentato l'assassinio di Hitler, sebbene questi non avesse avuto alcun contatto con la resistenza tedesca. Sponeck venne giustiziato il 23 luglio 1944 e venne sepolto a Germersheim in una tomba anonima, senza che alcun discorso celebrativo potesse essere pronunciato sulla sua tomba. Dopo la guerra, i resti di Sponeck vennero trasferiti al cimitero militare di Dahn nella Foresta del Palatinato.
Dopo la guerra, Sponeck venne commemorato in Germania come una vittima innocente del passato regime, con la dedicazione di una base aerea a Germersheim, strade e monumenti. Ad ogni modo nel 2015, dopo la pubblicazione di un articolo scritto da Erik Grimmer-Solem del 2014 sul giornale Militärgeschichtliche Zeitschrift relativamente al ruolo avuto da Sponeck in "numerosi crimini di guerra contro l'umanità, nell'Ucraina del sud ed in Crimea nel 1941", malgrado le proteste civili a Germersheim, l'aviazione tedesca, in accordo col governo e con la decisione del Bundestag, decise di rinominare la base aerea locale da "General-Hans-Graf-Sponeck-Kaserne" a "Südpfalz-Kaserne."
Suo figlio Hans-Christof von Sponeck è un diplomatico tedesco.
Lo storico Erik Grimmer-Solem ha detto a tal proposito:
Il caso del generale von Sponeck è complicato. Ebbe infatti il coraggio di rifiutarsi di seguire un ordine venuto direttamente da Hitler di rimanere al suo posto con le sue truppe malgrado la minaccia esterna, e per questo venne passato per la corte marziale e poi ucciso dagli stessi nazisti. Nel contempo ebbe il coraggio di portare avanti il genocidio contro gli "ebrei bolscevichi" durante l'invasione dell'Unione Sovietica. Sebbene von Sponeck non fosse un nazista in senso tecnico fu oltremodo critico su diversi aspetti del regime, ma le sue azioni e gli ordini da lui dati alle sue truppe non lasciano dubbi che avesse interiorizzato il razzismo antisemitico tipico del nazismo. Sponeck è la riprova che non si dovesse essere ideologicamente deviati dal nazismo per portare avanti la politica del regime stesso. È incredibile come sotto il nazismo ed in tempo di guerra le figure contrastanti di eroe e assassino possano confondersi nella stessa persona.”